# Хайдарпаша (станція)
40°59′46″ пн. ш. 29°01′07″ сх. д. / 40.996137956916° пн. ш. 29.018601863888° сх. д.
Хайдарпаша (тур. Haydarpaşa Garı) — головний вокзал Турецьких державних залізниць на Анатолійському боці Стамбула у районі Хайдарпаша, частині Кадикея. Був побудований для прийому потягів Багдадської і Хіджазької залізниці.
Станція обслуговує азійські передмістя Стамбула і всю східну частину Туреччини аж до кордонів з Вірменією, Іраном і Сирією.

## Історія

Внутрішнє оздоблення залізничного вокзалу Хайдарпаша

Перша станція була побудована в 1872 році коли залізниця була побудована до Гебзе. Проте, коли лінію було розширено, збільшився рух з'явилася потреба у новітній споруді вокзалу. Його будівництво розпочалося в 1906 року під проводом Отто Ріттера (Otto Ritter) и Гельмута Куно (Helmuth Cuno), двох німецьких архітекторів, які будували неоренесансом у німецькому стилі. Вони розробили велику споруду, відповідно до амбіцій німецьких інвесторів, які будували Багдадську і Хіджазьку залізниці. Хайдарпаша був важливою ланкою залізниці Берлін — Багдад, частиною німецьких імперських стратегічних планів отримати контроль над торговими шляхами між Сходом і Заходом наприкінці 19 століття між Німеччиною і Перською затокою, в обхід Суецького каналу. Станцію введено в експлуатацію 19 серпня 1908 і офіційно відкрито 4 листопада 1909.

## Мармарей та модернізаційні роботи
2 лютого 2012 року залізничний вокзал Хайдарпаша тимчасово закритий для поїздів далекого сполучення щонайменше на 30 місяців, за для здійснення будівництва швидкісної залізниці Стамбул — Анкара та залізничного проекту Мармарай, який має з'єднати анатолійський та фракійський боки Стамбула через підводний тунель. Єдине залізничне сполучення, що залишилося від Хайдарпаші, приміської лінії до Пендика, було закрито 19 червня 2013 року..

## Архітектура
Будівля споруджена на штучному півострові, в фундамент закладено 1 100 дерев'яних палій завдовжки 21 метрів. Вокзал споруджено в тевтонському псевдофортечному стилі і є подарунком султану Абдул-Гаміду II від кайзера Вільгельма II.

## Громадський транспорт
- Приміський потяг Хайдарпаша-Гебзе
- Пором Кадикей — Хайдарпаша — Каракей
- Морський автобус Хайдарпаша — Кабаташ
- Залізничний пором Вокзал Хайдарпаша — Вокзал Сиркеджи